# Pehui-djat
Pehui-djat ist die Bezeichnung eines altägyptischen Dekans, der drei Dekan-Sterne umfasste. 
Da alle zugehörigen Himmelsobjekte sehr lichtschwach sind, ist kein Hauptstern besonders auffällig. Die Dekansterne lassen sich auf die Region der Sternbilder Wasserschlange und Segel des Schiffs eingrenzen.
In den Dekanlisten der Sethos-Schrift repräsentierte Pehui-djat am Leib der Nut den vierten Dekan. Der heliakische Aufgang war für den 6. Schemu II angesetzt und hatte als Datierungsgrundlage die verfügte Anordnung unter Sesostris III. (12. Dynastie) in dessen siebtem Regierungsjahr. 